# Julodis albomaculata
Julodis albomaculata es una especie de escarabajo del género Julodis, familia Buprestidae. Fue descrita científicamente por Voet en 1806.